# 왕둥타이
왕둥타이(王東泰, 왕동태, 1992년 10월 10일 ~ )는 홍콩의 배우이다.

## 주요 이력
홍콩 연기자 왕쥔탕(王俊棠)의 슬하 2남 중 차남이며, 홍콩에서 출생하였고 지난날 한때 중화인민공화국 산둥성 지난에서 잠시 유아기를 보낸 적이 있다.

## 생애
신장은 188cm이고 체중은 70kg인 그는 2010년 홍콩 TVB 텔레비전 드라마에서 연기자 첫 데뷔하였고, 이듬해 2011년 연극에도 출연하였으며, 2012년 뮤지컬에도 출연하였다. 그리하여 이후 홍콩의 연극 무대와 뮤지컬 무대에도 때때로 출연 중이다.